# Mäusebohrer
Ein Mäusebohrer ist ein historisches Werkzeug der Landwirtschaft, mit deren Hilfe Feldmäuse bekämpft wurden. Mit dem Mäusebohrer wurden dicht neben den Mäuselöchern oder auf erkennbaren Laufwegen der Mäuse etwa 60 cm tiefe Löcher mit einem Durchmesser von 12 bis 18 cm in den Acker gebohrt. Diese Löcher wurden mit einem sogenannten Stämpfel (einem zylinder- oder walzenförmigen Holzstab gleichen Durchmessers) ausgestampft, womit die Wände geglättet und der Boden verfestigt wurde, um eine Flucht der Mäuse aus diesem Loch zu erschweren. Feldmäuse, die in diese Löcher hineinfielen, sollen sich eher gegenseitig gefressen haben, anstatt Fluchtröhren zu graben. Bei der Anwendung im Garten wurde empfohlen, diese Löcher regelmäßig zu kontrollieren und die hineingefallenen Mäuse mit einem kleinen eisernen Spieß oder einer speziellen Gabel mit langem Stiel zu töten.